# Los anónimos
Los anónimos es una película en blanco y negro de Argentina, cortometraje dirigido por Pedro Stocki según su propio guion que se estrenó el 26 de agosto de 1966 integrando el filme Che, Buenos Aires.

## Sinopsis
Es un documental filmado con cámara oculta sobre diferentes personajes comunes de la ciudad de Buenos Aires.

## Comentarios
Sobre el filme Che, Buenos Aires del que formó parte Los anónimos se hicieron estos comentarios:
Manrupe y Portela escribieron:

”Recopilación de cinco buenos trabajos realizados años antes.”

La revista Gente opinó:

”Un paseo fotográfico…En cualquier colectivo se conoce mejor.”

La nota firmada por RAI en El Mundo dijo:

”El fenómeno Buenos Aires…el valor de la comunicación de un cine olvidado, el cortometraje.”

La Nación comentó en su nota crítica:

”Personalidad homogénea y coherente…feliz iniciativa  de reunir estos cinco cortometrajes.”